# スクール・オブ・ロック
『スクール・オブ・ロック』 (School of Rock)  は、2003年のアメリカ合衆国のミュージカルコメディ映画。監督はリチャード・リンクレイター、出演はジャック・ブラックとジョーン・キューザックなど。一流小学校の教師になりすました売れないロックミュージシャンが、厳格な校風のせいで頭が固くなった小学生たちを、ロックを通じて自由に目覚めさせていく姿を描いている。
主人公の親友ネッド役のマイク・ホワイトはジャック・ブラックの友人であり、彼のためにこの脚本を書いた。バンドメンバーの子供たちは本当のミュージシャンなので実際に演奏している。
2016年にアメリカで映画を基にテレビドラマ化され、2018年に日本のEテレで日本語吹替版が放送された。

## ストーリー
ギタリストのデューイはロックを全身全霊で愛する男だったが、その熱すぎる情熱と勝手なダイブパフォーマンスの失敗が原因でバンドをクビになってしまう。家に戻れば、同居している友人ネッドとそのガールフレンドから家賃を払うように言われ、進退窮まってしまう。そんな時、ネッドあてに私立学校の臨時教師の話が舞い込み、仕事が欲しかったデューイはネッドになりすまして名門ホレス・グリーン学院へと向かう。
もともと仕事などする気のない彼だったが、音楽の授業中、子供たちに音楽の素養があることを知り、子供たちを利用してバンドを組むことにする。バンドメンバーから外れた子供たちが不貞腐れるので、クラス全員に役割を与える。
そしてデューイは、授業と称して子供たちにロックのあらゆることを教え始める。最初は困惑していた子供たちだったが、やがてデューイの陽気な人柄やロックの開放感、ありのままの自分を認めてくれるデューイに魅力を感じはじめ、一緒にバンドバトルを目指して猛練習を始める。警備係やローディ、グルービー、衣装係にマネージャー、演出担当など直接演奏に関わらない生徒たちも一丸となって活動に熱中し、生徒たちによって「スクール・オブ・ロック」というバンド名も決定。バンドバトル予選に間に合わないというトラブルもあったものの、咄嗟に「子供たちは小児病棟の患者で、バンドバトルに出るのが最期の夢」と訴えたことで審査を突破し、クラスはバンドバトルに向かって突き進んでいく。
やがてデューイの熱意は校長ロザリーにも届き、堅物の校長を演じることに辟易していたロザリーは、その実態を知らぬまま「課外授業」という名目でデューイが子供たちを学外に連れ出すことを例外として承認する。しかしデューイが保護者会で生徒の両親たちに授業内容を説明できなかったことがきっかけとなって偽教師である事が発覚。ネッドの恋人が警備員に通報したこともあって、デューイは学校を追放されてしまう。
しかしバンドバトル当日、子供たちは学校と親に反抗し、「課外授業」と称してスクールバスでデューイを自宅まで迎えに行く。生徒たちのパンクっぷりに勇気をもらったデューイは、生徒たちとともにバンドバトルの会場に赴く。それを目撃したネッドも恋人の反対を振り切って会場に向かい、さらに保護者たちに糾弾されていたロザリーも事態を把握するなり保護者らを率いてバンドバトルの会場に駆けつける。
デューイはクラスを利用したことを打ち明け、予定曲であった前バンドの恨み節を歌った曲を、生徒ののオリジナル曲に変更する。
バンドバトルでデューイは生徒の作った曲を、生徒の作った演出、生徒の作った衣装で、生徒たちと共に熱唱し、さらにかつて失敗したダイブのパフォーマンスを成功させる。会場の観客は熱狂し、保護者たちもステージで堂々と演奏をする自分の子供たちの姿に感動する。バンドバトル優勝自体は逃してしまったものの、観客たちは「スクール・オブ・ロック」の名前を連呼。その声援に応え、バンドメンバーは全員が再びステージに登場。アンコール演奏をはじめる。
アンコール演奏にあわせて場面はかわり、保護者から送迎された放課後クラブで活動する「スクール・オブ・ロック」の演奏が続く。デューイは子供たちと共にロックを歌い、ネッドもクラブで子供たちにギターを教えている。そして「映画は終わり。クレジットが流れる」という歌詞と共にクレジットが流れていき、最後はデューイの一言で幕が降りる。
「授業終了！」

## ロック

### ジム・オルーク
ガスター・デル・ソル、ソニック・ユース、ソロ活動等で知られるミュージシャン、ジム・オルークが子役達の音楽コンサルタントを務めた。ジムの指導で、子役バンドは目覚ましく腕を上げ、主演のジャック・ブラックは「子役達はあっという間に上達して、僕よりうまくなってしまった」と語っている。

### 劇中バンドの演奏
デューイと生徒達のバンドSCHOOL OF ROCKは、劇中で映画用のオリジナル曲「School Of Rock」と、AC/DCのカヴァーを演奏。「School Of Rock」も、AC/DCからの影響をうかがわせる。他にも、子役達がブラック・サバス、ディープ・パープル、ドアーズのフレーズをコピーしたり、アレサ・フランクリンを歌う場面もある。また、デューイをクビにしたバンドNO VACANCYも、劇中オリジナル曲を演奏した。こちらはLAメタル色が濃い音楽性。

### 教材
デューイは、生徒達の「宿題」と称し、様々なCDを聴かせる。女性バックコーラスの子にはブロンディの『妖女ブロンディ』とピンク・フロイドの『狂気』（特に「虚空のスキャット」）、キーボードにはイエスの『こわれもの』（特に「ラウンドアバウト」）、ドラムにはラッシュの『西暦2112年』、ギターにはジミ・ヘンドリックスの『アクシス:ボールド・アズ・ラヴ』、等。また、 アンガス・ヤングやピート・タウンゼントの演奏シーンもビデオで登場する。

### その他
劇中で流れる曲は、ザ・クラッシュ、クリーム、ザ・フー、AC/DC、ラモーンズ、ザ・ダークネス、レッド・ツェッペリン、スティーヴィー・ニックス等多数。また、キャストのやり取りの中に、モーターヘッドやシーラ・E等の名前も登場。
デューイがロックの衰退の要因の一つとしてMTVを激しく非難するシーンがあるが、制作会社のパラマウントとMTVは共にバイアコムの傘下であり、非難はまずいのでカットされるかもしれないと思っていたがそのまま通ってしまったとジャックがDVDのオーディオコメンタリーで語っている。
劇中でレッド・ツェッペリンの「移民の歌」が流れるシーンがあるが、レッド・ツェッペリンは権利関係にかなり厳しく許諾は困難と思われていた。そこでジャックは「ロックの神よ、重要なシーンなので是非使わせて欲しい」と劇中終盤のホールのエキストラ全員とビデオレターで懇願したところ使用許諾が降りたという逸話がある。「どんな事でも真剣になってお願いすれば叶う」と語ったこのビデオレターはDVDに特典映像として収録されている。

## キャスト
| 役名                                          | 俳優                   | 日本語吹替 |
| --------------------------------------------- | ---------------------- | ---------- |
| 売れないロックンローラー デューイ・フィン     | ジャック・ブラック     | 稲田徹     |
| ホレス・グリーン学院の校長 ロザリー・マリンズ | ジョーン・キューザック | 勝生真沙子 |
| デューイの親友 ネッド・シュニーブリー         | マイク・ホワイト       | 村治学     |
| ネッドの恋人 パティ・ディ・マルコ             | サラ・シルバーマン     | 高森奈緒   |
| ベース ケイティ                               | レベッカ・ブラウン     | 高森奈緒   |
| マネージャー サマー・ハサウェイ               | ミランダ・コスグローヴ | 三浦智子   |
| ギター ザック・ムーニーハム                   | ジョーイ・ゲイドス・Jr | 瀧本富士子 |
| ドラム フレディ・ジョーンズ                   | ケヴィン・クラーク     | 浅野まゆみ |
| キーボード ローレンス                         | ロバート・ツァイ       | 宮島依里   |
| バックコーラス トミカ                         | マリアム・ハッサン     |            |
| No Vacancyのボーカル テオ                     | アダム・パスカル       | 高木渉     |
| バックコーラス アリシア                       | アリーシャ・アレン     | 永澤菜教   |

## 作品の評価
Rotten Tomatoesによれば、批評家らの見解は「ブラックの活気に満ちた陽気な演技は『スクール・オブ・ロック』をとても面白くてロックな楽しい時間に変えてくれる。」と一致し、199件の評論のうち高評価は91%にあたる182件で、平均して10点満点中7.73点を得ている。Metacriticによれば、41件の評論のうち、高評価は37件、賛否混在は4件、低評価はなく、平均して100点満点中82点を得ている。

## 舞台
2013年4月5日にアンドルー・ロイド・ウェバーは、映画『スクール・オブ・ロック』のミュージカル舞台化権を獲得したことを発表した。2014年12月18日に舞台化が正式に発表され、2015年秋にブロードウェイのウインター・ガーデン劇場でワールド・プレミアされた。脚本は『ダウントン・アビー』制作者のジュリアン・フェロウズ、演出はローレンス・コナー、振付はジョアン・M・ハンター、装置および衣裳デザインはアナ・ルイゾス、照明デザインはナターシャ・カッツがそれぞれ務めた。音楽は映画の楽曲に加え、アンドリュー・ロイド=ウェバーが作曲、グレン・スレイターが作詞したオリジナルの楽曲を使用し、音響デザインはミック・ポッターが担当した。2015年12月6日から上演され、ロイド・ウェバーにとって1971年『ジーザス・クライスト・スーパースター』以来44年ぶりに、ウエスト・エンドではなくブロードウェイで初演した。
日本でも舞台化され、2023年8月17日から9月18日まで東京建物 Brillia HALLにて公演が催された。

## テレビドラマ
ニコロデオンとパラマウント・テレビジョンにより制作。現在はシーズン3まで全45話が放送済み（シーズン1は13話、シーズン2は12話、シーズン3は20話）。
日本では2018年6月8日からNHK Eテレで毎週金曜19:25 - 19:50に、シーズン1と2の全25話を放送した。映画版の監督であるリチャード・リンクレイタ―も製作総指揮として参加している。映画版と違い、トミカはバックコーラスではなく、ベースとボーカルを兼任している。2019年4月6日からNHK Eテレで毎週土曜18:25 - 18:50に、シーズン1と2の全25話を再放送した。
日本放送版は日本語字幕を実装し、トミカは黄色、サマーは水色、デューイは緑色で、その他の登場人物は白字幕で表記する。

### キャスト（テレビドラマ）
| 役名                           | 俳優                    | 日本語吹替              |
| ------------------------------ | ----------------------- | ----------------------- |
| トミカ                         | ブレアナ・イーディー    | 佐倉綾音                |
| サマー                         | ジェイド・ペティジョン  | 雨宮天                  |
| フレディ                       | リカルド・ウルタド      | 梅原裕一郎 （大西弘祐） |
| ザック・クウォン               | ランス・リム            | 畠中祐                  |
| ローレンス                     | エイダン・マイナー      | 西山宏太朗              |
| デューイ・アレハンドロ・フィン | トニー・カバレロ        | 神奈延年                |
| ロザリー・マリンズ校長         | ジャマ・ウィリアムソン  | 三石琴乃                |
| クラーク                       |                         | 市来光弘                |
|                                |                         | 半澤敦史                |
|                                |                         | 有川知江                |
| エスメラルダ                   |                         | 小寺麻未                |
|                                |                         | 荻野晴朗                |
|                                |                         | 宮﨑聡                  |
| サンドハル                     |                         | 渡辺明佳                |
|                                |                         | 葛谷知佳                |
|                                |                         | 壹岐紹未                |
| フィン先生の父                 | トーマス・F・ウィルソン | 小林操                  |

### 日本語版制作
- 翻訳　徐賀世子
- 演出　杉本理子
- 音声　山本洋平
- プロデューサー　岡田洋平
- 制作統括　石川敬子、大津山潮